# Andorinha-dáurica

Cecropis daurica

Andorinha-dáurica (Cecropis daurica) é uma ave da família Hirundinidae. A sua plumagem é preta e amarelo-dourada.
Distribui-se pelo Sul da Europa, pela Ásia e pela maior parte de África.
Em Portugal é um visitante estival que se distribui de norte a sul do país.